# Dunland
Dunland är i Tolkiens Härskarringen ett bergigt land väster om Dimmiga bergen. Landet är hem åt dunlänningarna, som är svurna fiender till Rohan. Dessa män var långa, något svartmuskiga och oftast mörkhåriga. De var även avlägsna släktingar till Dúnedains folk.
Dunland eller Dunlendings var det namn som Rohirrim kallade landet. Ordet Dunn betyder brun. Därför tolkas Dunland som Brunland eller Det bruna landet.

## Andra åldern
I slutet av den Andra åldern hade folket (och landet) blivit känt för både Dúnedain och Eldar som Enedwaith, "mellanlandet", eftersom det låg mellan de då nybildade Númenóriska länderna Gondor och Arnor. Det var ett till stor del obetydligt folk som då hade ett stort hat mot det númenóriska folket och därför förblev ett isolerat folk. Númenóriska folket behandlade dunlänningarna som ett skogsfolk som förde mycket krig som medförde blodspillan samt gjorde dem sedan till fiender. Sauron använde dessa "vildar" som spioner och vägvisare åt sina plundrare. Tidigare bodde de bredvid floden Gwathló "Gråfloden", men de tog istället sin tillflykt till de västra bergen av Dimmiga bergen, som därefter blev landet Dunland.

## Tredje åldern
Dunlänningarna hade en ledare vid namn Freca, och han ville att hans son Wulf skulle gifta sig med Helm Hammarhands dotter, så att de skulle få fred. Helm ville inte det och då marscherade Freca till Edoras med en stor grupp män för att tvinga Helm att följa hans villkor. Helm föreslog att Freca och han skulle diskutera ensamma om villkoret och Frecas män drog sig tillbaka. Under diskussionen slog Helm Freca med ett enda hårt knytnävsslag, så hårt att denne föll till marken och dog efteråt. Frecas män närde ett stort hat mot Helm och hans folk på grund av Helms sätt att behandla deras ledare. Detta ledde till öppet krig mellan Frecas och Helms män. Fyra år senare ledde Wulf en stor styrka dunlänningar för att krossa Helm. Gondor var till ingen nytta på grund av sitt krig mot Umbar i södern.
Dunlänningarna intog Edoras på grund av att Rohan var försvagat. Då tog Helm och hans folk sin tillflykt till Hornborgen och där skulle de uthärda en stor belägring som pågick under Den långa vintern. Dunlänningarna drog sig efteråt tillbaka för att inga vapen kunde skada den mäktige Helm. Denne använde inte ens några vapen mot dunlänningarna, utan han slogs med händerna mot dem. Men en natt begav han sig ut för sista gången och frös då ihjäl. Hans systerson Fréalaf Hildeson återerövrade Edoras med ett litet sällskap i slutet av den långa vintern och dödade Wulf personligen och dunlänningarna drevs sedan bort från Rohan.
I Ringens krig deltog dunlänningarna på Sarumans sida när han startade krig mot Rohan. Dunlänningarna deltog också i slaget om Hornborgen med en styrka om 2000-3000 man. Efter det vinnande slaget fick dunlänningarna dra sig tillbaka till sina hem i utbyte om att alla fientligheter skulle upphöra en gång för alla och att dunlänningarna aldrig någonsin skulle attackera Rohan igen.